# AFAP1
AFAP1‏ (Actin filament associated protein 1) هوَ بروتين يُشَفر بواسطة جين AFAP1 في الإنسان.